# داخل (طوبولوجيا)

النقطة x هي نقطة داخلية في المجموعة S. النقطة y هي نقطة محيطية في المجموعة S.

في الطوبولوجيا، يعرف داخل مجموعة S على أنه جميع النقاط التي لا تنتمي إلى محيط (حافة) المجموعة S، ويرمز إليه بـ {\displaystyle {\mbox{int}}\left(S\right)}. يطلق على النقطة التي تنتمي إلى داخل المجموعة اسم النقطة الداخلية.
كما يعرف خارج المجموعة S على أنه النقاط الداخلية التابعة للمجموعة المكمّلة للمجموعة S؛ أي تلك التي لا تنتمي إلى المجموعة أو إلى محيطها (حافتها).
إنّ مفهوم «داخل» المجموعة هو مفهوم طوبولوجي؛ إنّه معرّف فقط لمجموعات تابعة لمجموعة جزئية من فضاء طوبولوجي. ويعد المفهوم مفهومًا ثنويًا لمصطلح غالق المجموعة.

## أمثلة
- في أيّ فضاء، فإنّ داخل مجموعة خالية هو مجموعة خالية.
- في أي فضاء {\displaystyle X}، إذا كان {\displaystyle A\subset X}، فإنّ {\displaystyle {\mbox{int}}\left(A\right)} محتوى في {\displaystyle A}.
- إذا كان X الفضاء الإقليدي {\displaystyle \mathbb {R} }، أي الأعداد الحقيقية، فإنّ {\displaystyle {\mbox{int}}([0,1])=\left(0,1\right)}.
- إذا كان X الفضاء الإقليدي {\displaystyle \mathbb {R} }، فإنّ داخل مجموعة الأعداد النسبية {\displaystyle \mathbb {Q} } هو مجموعة خالية.
- في الفضاء الإقليدي، فإنّ داخل أي مجموعة منتهية هو مجموعة خالية.